# Ismail Ediyev
Ismail Ibragimovich Ediyev (tiếng Nga: Исмаил Ибрагимович Эдиев; sinh ngày 16 tháng 2 năm 1988) là một cầu thủ bóng đá người Nga. Anh chơi ở vị trí trung vệ cho FC SKA-Khabarovsk.

## Sự nghiệp câu lạc bộ
Anh ra mắt chuyên nghiệp tại Giải bóng đá ngoại hạng Nga năm 2005 cho F.K. Terek Grozny.

## Thống kê sự nghiệp
Tính đến 4 tháng 3 năm 2018
| Câu lạc bộ                     | Mùa giải            | Giải vô địch                | Giải vô địch | Giải vô địch | Cúp     | Cúp       | Châu lục | Châu lục  | Khác    | Khác      | Tổng cộng | Tổng cộng |
| Câu lạc bộ                     | Mùa giải            | Hạng đấu                    | Số trận      | Bàn thắng    | Số trận | Bàn thắng | Số trận  | Bàn thắng | Số trận | Bàn thắng | Số trận   | Bàn thắng |
| ------------------------------ | ------------------- | --------------------------- | ------------ | ------------ | ------- | --------- | -------- | --------- | ------- | --------- | --------- | --------- |
| Terek Grozny                   | 2005                | Giải bóng đá ngoại hạng Nga | 2            | 0            | 0       | 0         | –        | –         | –       | –         | 2         | 0         |
| Terek Grozny                   | 2006                | FNL                         | 4            | 0            | 0       | 0         | –        | –         | –       | –         | 4         | 0         |
| Terek Grozny                   | 2007                | FNL                         | 0            | 0            | 0       | 0         | –        | –         | –       | –         | 0         | 0         |
| Terek Grozny                   | 2008                | Giải bóng đá ngoại hạng Nga | 0            | 0            | 0       | 0         | –        | –         | –       | –         | 0         | 0         |
| Terek Grozny                   | 2009                | Giải bóng đá ngoại hạng Nga | 1            | 0            | 0       | 0         | –        | –         | –       | –         | 1         | 0         |
| Terek Grozny                   | 2010                | Giải bóng đá ngoại hạng Nga | 9            | 1            | 0       | 0         | –        | –         | –       | –         | 9         | 1         |
| Terek Grozny                   | 2011–12             | Giải bóng đá ngoại hạng Nga | 0            | 0            | 0       | 0         | –        | –         | –       | –         | 0         | 0         |
| Terek Grozny                   | Tổng cộng           | Tổng cộng                   | 16           | 1            | 0       | 0         | 0        | 0         | 0       | 0         | 16        | 1         |
| Fakel Voronezh                 | 2011–12             | FNL                         | 13           | 0            | 2       | 0         | –        | –         | –       | –         | 15        | 0         |
| Chernomorets Novorossiysk      | 2012–13             | PFL                         | 12           | 0            | 0       | 0         | –        | –         | –       | –         | 12        | 0         |
| Metallurg-Kuzbass Novokuznetsk | 2012–13             | FNL                         | 9            | 0            | –       | –         | –        | –         | –       | –         | 9         | 0         |
| Mordovia Saransk               | 2013–14             | FNL                         | 16           | 0            | 2       | 0         | –        | –         | –       | –         | 18        | 0         |
| SKA-Khabarovsk                 | 2014–15             | FNL                         | 14           | 0            | 0       | 0         | –        | –         | –       | –         | 14        | 0         |
| SKA-Khabarovsk                 | 2015–16             | FNL                         | 25           | 1            | 0       | 0         | –        | –         | –       | –         | 25        | 1         |
| SKA-Khabarovsk                 | 2016–17             | FNL                         | 23           | 1            | 2       | 0         | –        | –         | 2       | 0         | 27        | 1         |
| SKA-Khabarovsk                 | 2017–18             | Giải bóng đá ngoại hạng Nga | 16           | 0            | 1       | 0         | –        | –         | –       | –         | 17        | 0         |
| SKA-Khabarovsk                 | Tổng cộng           | Tổng cộng                   | 78           | 2            | 3       | 0         | 0        | 0         | 2       | 0         | 83        | 2         |
| Tổng cộng sự nghiệp            | Tổng cộng sự nghiệp | Tổng cộng sự nghiệp         | 144          | 3            | 7       | 0         | 0        | 0         | 2       | 0         | 153       | 3         |